# Vènet
|  | No s'ha de confondre amb venètic. |

El vènet (en vènet: łéngoa vèneta o vèneto) és una llengua romànica parlada, amb diferents varietats dialectals, al Vèneto, Trentino i Venècia Júlia (Itàlia), a les costes de Croàcia (costa Dàlmata), a Mèxic (a la ciutat de Chipilo), al municipi sard de Fertília (després de la Segona Guerra Mundial s'hi establiren uns 400 exiliats istrians de Pula arran de la cessió d'Ístria a Iugoslàvia, esdevenint un microcosmos al costat de l'Alguer català) i al Brasil (als Estats de Rio Grande do Sul i de Santa Catarina). Va ser portat en aquests darrers països pels emigrants procedents del Vèneto, però a Rio Grande do Sul el vènet ha estat après i és emprat també per gent no vèneta: el primer diccionari de talian (o vêneto brasileiro) va ser editat per un polonès.
Encara que sovint és considerat un dialecte italià, el vènet és una llengua que no descendeix de l'italià. De fet, és més propera a la llengua catalana, ja que ambdues descendeixen del gal·loibèric.
El dia 28 de març del 2007 el vènet va ser reconegut oficialment com a llengua pel Consell Regional de Vèneto amb la llei de "tutela e valorizzazione della lingua e della cultura veneta" aprovada per gairebé tots els partits de govern i oposició.
Els dialectes principals del vènet són:
- Vènet-central (Pàdua, Vicenza, Rovigo)
- Venecià (Venècia i ciutats properes)
- Veronès (vènet occidental)
- Trevisà (Treviso, i Marca Trevigiana a prop del venecià),
- Conellanès (entre Conełian/Conegliano, Valdobiàden/Valdobbiadene i Montebełuna/Montebelluna)
- Feltrí-belunés (tots agrupats amb el nom de vènet septentrional)
- Trentí (vènet occidental en transició amb el llombard, parlat al Trentino)
- Vènets de mar (agrupats com a vènet oriental, inclou l'istrià, el triestí o el bisiac)

## Gramàtica i estructura de les varietats lingüístiques

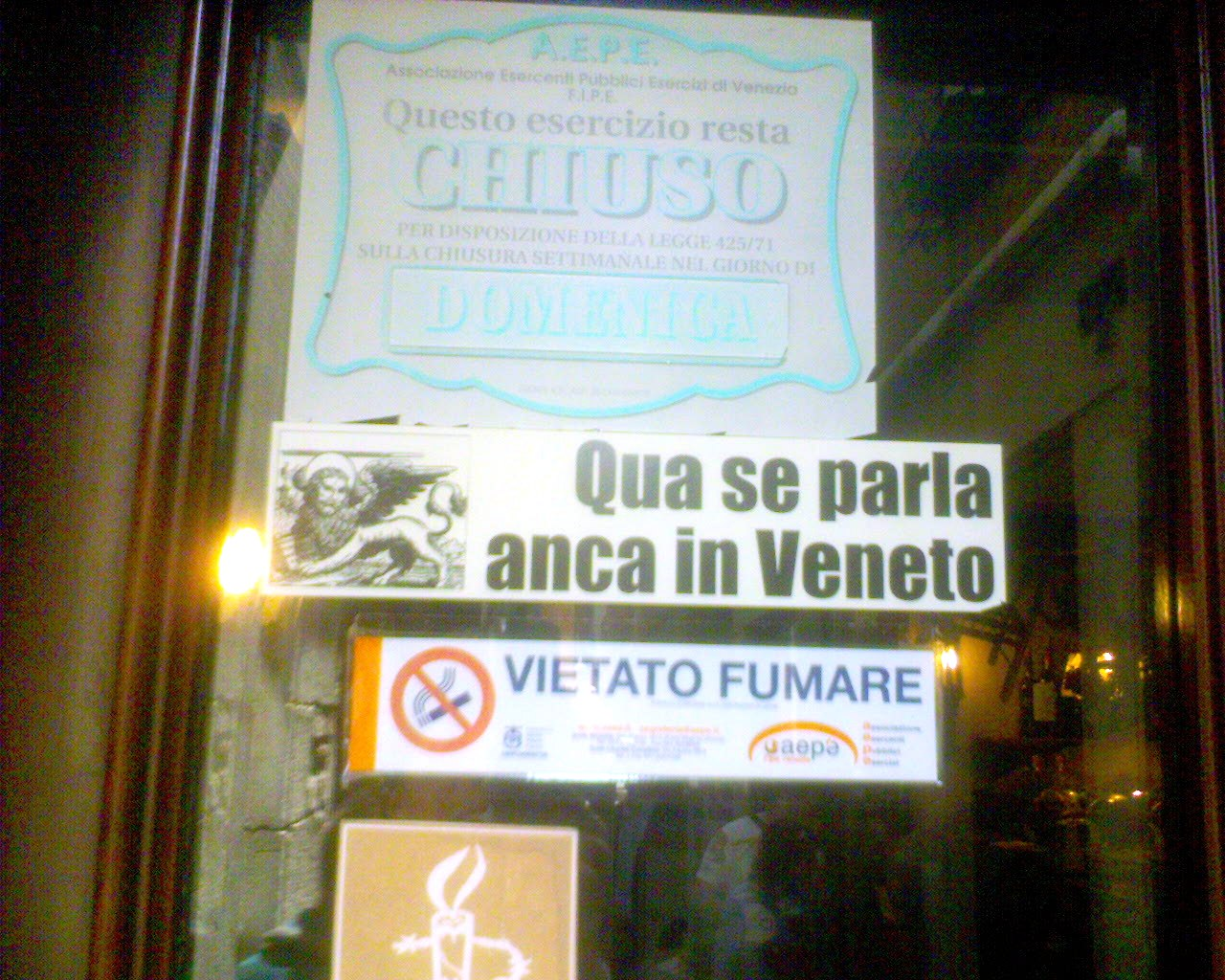
Indret on s'indica que s'hi parla el vènet.

Aquestes varietats tenen gairebé les mateixes estructures morfosintàctiques. Molt conegut és el pronom clític obligatori davant dels verbs quan estan en la segona persona singular o en la terça sing/plur: «Giorgio el vien» (Jordi ve), «I veci i parla» (els vells parlen), «ti te parli/parla» o «ti ti/tu parla» (tu parles)
Aquests pronoms no són simples pronoms redoblats, sinó que tenen "caràcter distintiu" perquè són ells, i no les terminacions verbals, que determinen el sentit de la frase: «el sente ←> i sente» (=sent/senten) o «te parlavi ←> parlavi» (=parlaves/parlàveu) i «el canta ←> i canta» (=canta/canten). Per això, en alguns casos i en algunes varietats, les vocals finals del verb poden desaparèixer «el sent, i sent» o es poden bescanviar «te parlavi = te parlava»
En canvi, en Piemontès, Milanès i Italià, el sentit de la frase sempre està basat en les terminacions verbals. Per exemple Piem. «a canto ←> a canta», Mil. «el canta ←> canten», It. «canta ←> cantano» (=cat. canta/canten)...
El lèxic també té moltes paraules compartides per totes les varietats vènetes encara que, evidentment, hi hagi alguns mots o formes diferents: «fogołar/larìn», «ceo/cenin/picenin», «el xe / l'è», «ła xe / l'è», «el ga / l'à», «ła ga / l'à», «i gavéa / i avéa/i véa», «magnémo/magnòn/magnén»...
La majoria del lèxic, en canvi, té tan sols diferències de pronúncia: per a exemple «gato/gat», «saco/sac», «fero/fer», «magnar/magnare», «vardar/vardare», «nasion/nazion/nathion», «verxo/verzo/verdho» ... i també «la scala /'a scàea», «sorela/sorèa» (sovint unificades amb la L-trencada (Ł, ł) "ła scała" e "soreła").
El vènet septentrional té els interrogatius en final de frase (Fàtu che? Sítu chi?) mentre que en les altre varietats els interrogatius finals es poden emprar només per a donar èmfasi.
En vènet també existeix un interrogatiu buit amb valor d'exclamació: «Vùto ndar?!» (On vols anar!), «Vùtu far?!» (Què vols fer!)
El vènet té formes verbals interrogatives específiques per a les preguntes directes de 2a singular «Dì(xi)tu par davero?, Sìtu/Sìto 'ndà?, Gatu/Ghèto visto?, Pàrli(s)tu/Pàrlito?» de 3a sing/plur. «Pàrleło? (3sing.m.) Pàrleła? (3sing.f.) Pàrlełi? (3plur.m.) Pàrlełe? (3plur.f.)» i de 2a plural «Parlèo/Parlèu?, Gavìo/Gavéu?»
Només en venecià i en les ciutats més grans aquestes formes falten (com en italià) i es diu «Te disi par davero? 'Te si 'ndà? Ti ga visto?»; en venecià antic, però, es feia ús de les formes interrogatives (fastu? gastu? vostu?) que encara sobreviuen en la ciutat de Chioggia.
També cal recordar que hi ha paraules compartides només pel vènet i el català: «mé pare» (mon pare), «mé mare» (ma mare), «masa» (massa), «un goto de vin» (un got de vi), «net/neto» (italià=pulito, castellà=limpio, català=net). Això és perquè l'origen genètic del vènet és més proper al català que a l'italià, ja que ambdues llengües provenen del gal·loibèric.
A Grado i en el vènet central s'empren les formes anomenades metafonètiques, o sigui amb obscurament de vocal quan el mot acaba en -i: «vérde→virdi», «dotór(e)→duturi»: aquestes formes, que molt consideren mortes o menys importants perquè massa diferents de l'italià (verdi/dottori), es troben també en altres varietats i van ser molt utilitzades per Ruzante i Biagio Marin.
Cal remarcar també que en vènet encara sobreviu el gènere neutre d'alguns pronoms («questo» =això) amb una forma diferent de la del masculí («'sto qua» =aquest) mentre que en italià només hi és una forma per a ambdós («questo» =aquest motiu, això, aquest home). De la mateixa manera en vèneto «parlo de queło» (=parlo d'allò) és diferent de «parlo de queło là» (parlo d'aquell) mentre que l'italià té només una forma «parlo di quello» (parlo d'allò, parlo d'aquell). També les formes neutres com «par queła» (per allò, per aquell motiu; procedents del plural llatí "haec illa") són ben diferents dal femení «par queła là» (per a aquella, per aquella noia).
Gairebé totes les varietats del vènet han estat utilitzades per escriptors i poetes (entre els quals Ruzante, Goldoni, Zanzotto, Barbarani, Marin) o per usos oficials (el venecià de la Serenísima), però algunes d'elles es van difondre a l'estranger com és el cas del nord-trevisà que ha estat portat de Segusino a Chipilo, Mèxic, i encara hi és parlat o com la barreja de "vicentino" i belunès que es parla al Brasil, encara que tingui influències del portugués i d'altres parles del nord d'Itàlia.

## Grafia
El vènet, com moltes llengües no-reconegudes, encara no té un grafia oficial.
Heus aquí una llista d'algunes de les que han estat proposades:
1. "Manuale di Grafia Unitaria" fet per la Regione Veneto amb diferents opcions gràfiques
2. Sistema "Jegeye" basat en el criteri «una lletra per a cada so (tret de la L-trencada que es pot pronunciar en maneres diferents)
3. "Parlade Venete Unificae" basat en el criteri «una forma escrita per cada grup de pronúncies alternatives».
4. Dialetto Veneto de Segusino e Chipilo, exclusivament per al dialecte vènet feltrí-belunès de la regió de Segusino i la ciutat de Chipilo, basat exclusivament en l'italià.